# Nemzetgyűlés (Franciaország)
A Nemzetgyűlés (franciául: Assemblée nationale) a kétkamarás francia parlament alsóháza az Ötödik Köztársaságban. A felsőház a Szenátus (Sénat). A Nemzetgyűlés tagjai a küldöttek (députés).
A Nemzetgyűlésnek 577 küldött a tagja, akiket kétfordulós rendszerben, egyéni választókerületekben választanak a szavazásra jogosultak, öt évre. A parlamenti többséghez így 289 mandátum kell. A Nemzetgyűlés élén elnök áll (jelenleg Yaël Braun-Pivet). Az elnököt általában a legtöbb mandátummal rendelkező párt adja, alelnökeit pedig a többi párt.
A köztársasági elnök joga, hogy az ötéves ciklus lejárta előtt is feloszlathatja a Nemzetgyűlést, kivéve, ha az ezt megelőző 12 hónapban egyszer már feloszlatta. A 2000-es francia alkotmány-népszavazás a feloszlatás esélyét jelentősen csökkentette, mivel a köztársasági elnök mandátuma hét évről öt évre rövidült. Így saját megválasztása után két hónappal az elnök már nagy eséllyel többséggel rendelkezik a Nemzetgyűlésben, és így kevés oka lehet feloszlatni a házat.
A francia forradalom nemzetgyűlése idején alakult ki az a szokás, hogy a „baloldali” pártok az elnök szemszögéből a bal oldalon, a „jobboldali” pártok pedig a jobb oldalon foglalnak helyet a házban.
A Nemzetgyűlés hivatalos ülésterme a Bourbon-palotában van a Szajna partján (é. sz. 48,861899°, k. h. 2,318605°48.861899°N 2.318605°E). A ház a környező épületeket is használja, köztük a rue de l’Universitén az Immeuble Chaban-Delmas-t. A Nemzetgyűlést a köztársasági gárda védi.
Frakciót legalább 15 küldött alakíthat a Nemzetgyűlésben.

## Viszonya a végrehajtó hatalomhoz

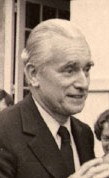
Jacques Chaban-Delmas háromszor volt a Nemzetgyűlés elnöke 1958 és 1988 között

Az Ötödik Köztársaság alkotmánya jelentősen bővítette a végrehajtó hatalom jogköreit a parlament rovására a Harmadik és a Negyedik Köztársasághoz képest.
A köztársasági elnök feloszlathatja a Nemzetgyűlést és új választásokat írhat ki. Ezt a lehetőséget azért nyitották meg, hogy így feloldhatók legyenek az olyan patthelyzetek, amikor a Nemzetgyűlés képtelen világos politikai irányt szabni. Ezzel a joggal ritkán élnek. Utoljára Jacques Chirac oszlatta fel a Nemzetgyűlést 1997-ben, Alain Juppé miniszterelnök népszerűségének zuhanását követően. A lépés azonban balsikerűnek bizonyult, mivel az újonnan megválasztott törvényhozásban többségre jutott Chirac ellenzéke.
A Nemzetgyűlés menesztheti a kormányt (vagyis a minisztereket és a miniszterelnököt), mégpedig bizalmatlansági indítvány (motion de censure) megszavazásával. Ezt elkerülendő, a miniszterelnök és a miniszterek általában a domináns pártból, vagy egy többséggel rendelkező koalícióból kerülnek ki. Annak a helyzetnek a neve, amikor a köztársasági elnök és a kormány ellenkező pártszínezetű, kohabitációnak nevezik. Ilyen helyzet eddig háromszor állt elő: kétszer Mitterand és egyszer Chirac alatt. Kialakulásának az esélyét jelentősen csökkenti, hogy ma már egyenlő hosszúságú a Nemzetgyűlés és az elnök mandátuma.
Bár az ellenzék gyakran nyújt be bizalmatlansági indítványt kormánykritika gyanánt, ez pusztán szimbolikus. A pártfegyelem biztosítja, hogy a Nemzetgyűlés szinte soha nem buktat kormányt. Az Ötödik Köztársaság kezdete óta egyetlen sikeres motion de censurevolt: 1962-ben a Nemzetgyűlés megbuktatta a kormányt, tiltakozásul a Charles de Gaulle támogatta népszavazás ellen, amely a köztársasági elnök közvetlen választását írta elő. Korábban az elnököt egy elektori testület választotta. De Gaulle a bizalmatlansági indítvány sikere után napokon belül feloszlatta a Nemzetgyűlést.
Korábban a Nemzetgyűlés napirendjének prioritásait a kormány határozta meg, kivéve havonta egyetlen napot. A napirendet így gyakorlatilag szinte teljesen a végrehajtó hatalom alakította ki és a törvényjavaslatoknak általában csak akkor volt esélye a sikerre, ha a végrehajtó hatalom támogatta őket. A szabályokon 2008 július 23-án módosítottak. Az alkotmánymódosítás értelmében a kormány egy hónapban két hétre jelölheti ki a prioritásokat. Egy hetet szentelnek a Nemzetgyűlés "ellenőrző" funkciójának. (Ez főleg a kormányhoz intézett kérdéseket jelent.) A negyedik hétre maga a Nemzetgyűlés határozza meg a prioritásokat. Havonta egy napot kap a "kisebbség" (olyan kormányt támogató csoport, amely nem a legnagyobb csoport), illetve az "ellenzék" (olyan csoport, amely hivatalosan kijelentette, hogy nem támogatja a kormányt).
A nemzetgyűlési delegáltak írásbeli vagy szóbeli kérdést intézhetnek a kormányhoz. Szerda délután 3-kor szokott kezdődni a "kérdések a kormányhoz" című napirendi pont, és ezt élőben közvetíti a televízió. Mint másutt is, például Nagy-Britanniában vagy Magyarországon, ez többnyire a nézőknek szóló show, amelyben a többséghez tartozók a kormánynak hízelgő kérdéseket tesznek fel, az ellenzékiek meg megpróbálják zavarba hozni a kormányt.

## Nemzetgyűlési választások

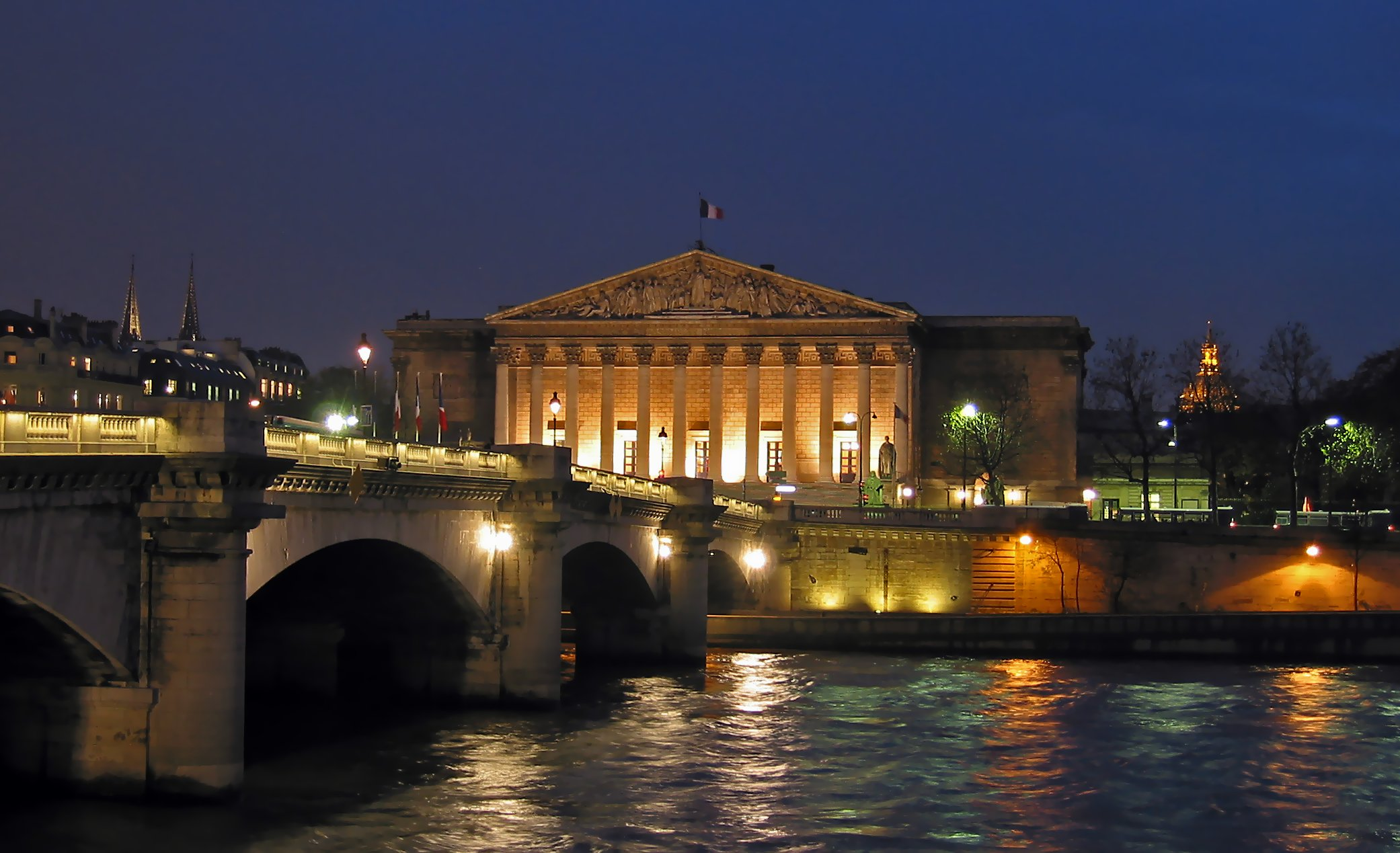
A Bourbon-palota, ahol a Nemzetgyűlés ülésezik

1988 óta 577 képviselőt, vagy a franciák használta néven küldöttet választanak a Nemzetgyűlésbe öt évre, közvetlen szavazással, választókerületből, kétfordulós rendszerben.
A választókerületek egyenként mintegy 100 ezer lakosúak. Az 1986-os választási törvény azt a szabályt fogalmazta meg, hogy egyik választókerület népessége sem különbözhet 20 százaléknál nagyobb mértékben az adott megye (département) átlagától. 1982 és 2009 között nem rajzolták újra a körzeteket. A népességváltozások miatt jelentős különbségek alakultak ki a kevésbé népes vidéki és a városi körzetek között. Például a legtöbb lakosú körzet, Val-d'Oise 188 ezer szavazót képviselt, a legkevésbé népes körzet Lozère megyében pedig csak 34 ezret. 2009-ben újrarajzolták a választókörzeteket., de ez a rendezés vitatott volt. Egyebek mellett létrehozott 11 választókerületet a külföldön élő franciáknak, anélkül, hogy az összmandátumszám, 577, változott volna.

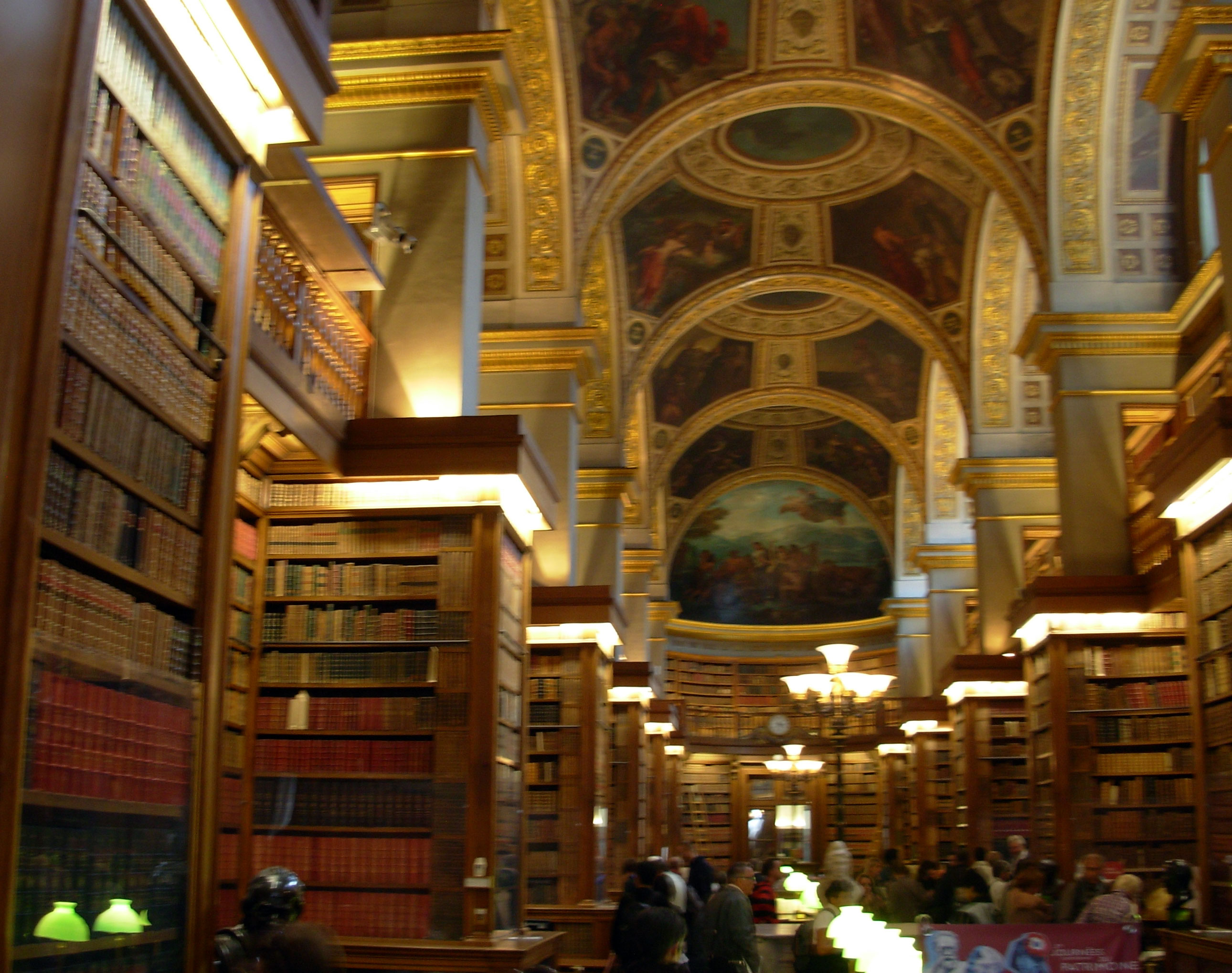
Eugène Delacroix festményei a Nemzetgyűlés könyvtárának mennyezetén a Bourbon-palotában

A választások során egy jelölt akkor győz az első fordulóban, ha megkapja a szavazatok legalább 50 százalékát, úgy, hogy a regisztrált szavazók legalább egynegyede részt vesz a szavazásban. Ha nincs ilyen jelölt, akkor azok a jelöltek jutnak a második fordulóba, akik az első fordulóban több szavazatot kapnak, mint a regisztrált szavazók 12,5 százaléka. Ha egy ilyen jelölt sincs, akkor a két legtöbb szavazatot szerzett jelölt megy tovább. A második forduló győztese a legtöbb szavazatot kapó jelölt. Minden jelöltnek van pótjelöltje, aki a választókerületet képviseli, például ha a győztes jelölt miniszter lesz.
Az 1985. július 10-i szervezeti törvény pártlistás arányos képviseleti rendszert hozott létre a megyékben. Ebben a rendszerben a bejutási küszöb 5 százalék volt. Ebben a rendszerben bonyolították az 1986-os francia törvényhozási választásokat. A választásokkal létrejött új többség azonban visszaállította a régi first-past-the-post választási rendszert.
A Nemzetgyűlés 577 küldöttjéből 539 képviseli az Európai Franciaországot, 27 a tengerentúli megyéket és a tengerentúli területeket, a maradék 11 pedig a külföldön élő franciákat.

## Feltételek és kiváltságok

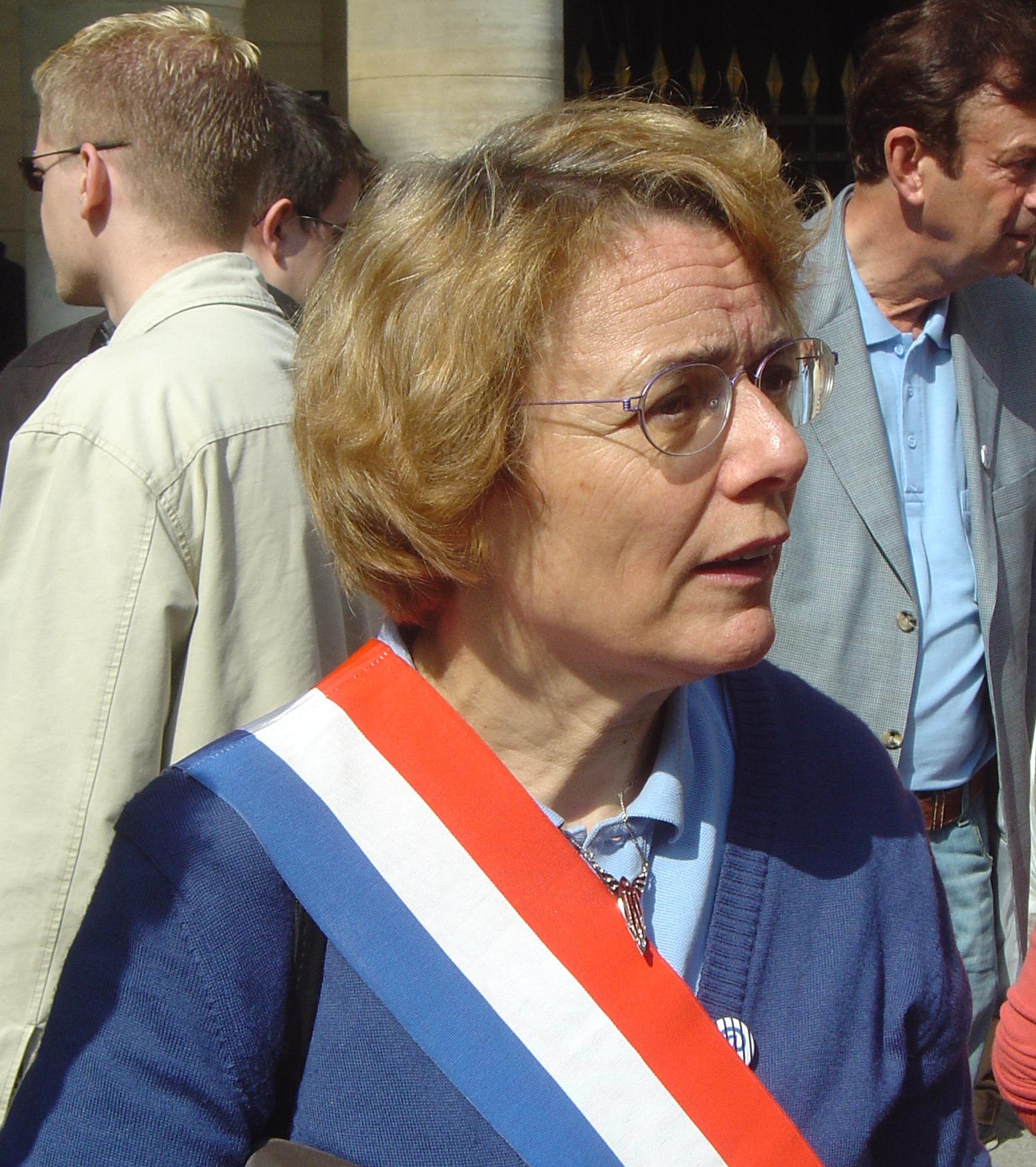
A küldöttek a Nemzetgyűlésen kívüli hivatalos eseményeken, vagy felvonulásokon trikolór szalagot viselnek. A képen Martine Billard (korábban Zöldek, majd Baloldali Párt).

A nemzetgyűlési képviselők havi 7043,69 euró alapfizetést kapnak. Erre jön még a "hivatali kiadások kompenzálása" ("IRFM" – indemnité représentative de frais de mandat), havonta €5867.39, és még havi €8949, legföljebb öt alkalmazott fizetésére.
A képviselőknek irodája van a Nemzetgyűlésben és különböző kedvezményeik a közlekedésben, a kommunikációban, a társadalombiztosításban, nyugdíjellátásban. Az alkotmány 26. cikkelye értelmében a küldötteket, ahogy a szenátorokat is, mentelmi jog illeti meg. Amennyiben valaki halmozza a mandátumokat, az összfizetése nem haladhatja meg a 9779,11 eurót.

### Mandátumhalmozás és alsó korhatár
1958 óta a nemzetgyűlési mandátum összeférhetetlen más választott pozíciókkal (mint a szenátorság, vagy Európai Parlament tagság), és bizonyos közigazgatási funkciókkal, például az alkotmánytanácsi tagsággal és bizonyos helyi hivatalokkal. Helyi önkormányzatban, regionális tanácsban legfeljebb egy mandátumot viselhetnek egy küldött. A miniszteri megbízatás is összeférhetetlen a nemzetgyűlési képviselői mandátummal. Ha valakinek miniszteri posztot ajánlanak, egy hónapja van, hogy válasszon a mandátum és a hivatal között. Amennyiben a mandátumról mond le, helyét a póttagja foglalja el.
A megválaszthatósághoz a jelöltnek legalább 23 évesnek kell lennie és francia állampolgárnak. Nem lehet ellene ítélet, amely megfosztotta civil jogaitól, és nem lehet személyes csődben.

## Fordítás
- Ez a szócikk részben vagy egészben  a   National Assembly (France) című angol Wikipédia-szócikk ezen változatának fordításán alapul.  Az eredeti cikk szerkesztőit annak laptörténete sorolja fel. Ez a jelzés csupán a megfogalmazás eredetét és a szerzői jogokat jelzi, nem szolgál a cikkben szereplő információk forrásmegjelöléseként.